# Marcin Koniusz
 (mai 2013).
Marcin Krzysztof Koniusz , né le 12 septembre 1983 est un escrimeur polonais, pratiquant le sabre.

## Palmarès

### Jeux olympiques d'été
- Participation aux Jeux de 2008 à Pékin, Chine

### Championnats d'Europe
- 2005 à Zalaegerszeg, Hongrie
  -  Médaille d'argent en sabre par équipes
- 2004 à Copenhague, Danemark
  -  Médaille d'argent en sabre par équipes
  -  Médaille d'argent en sabre individuel
- 2003 à Bourges, France
  -  Médaille de bronze en sabre par équipes

### Championnats de Pologne
- en 2003, 2008, 2010 et 2011:
  -  Champion de Pologne de sabre